# Pseudobryobia eurotiae
Pseudobryobia eurotiae är en spindeldjursart som först beskrevs av P. Mitrofanov 1973.  Pseudobryobia eurotiae ingår i släktet Pseudobryobia och familjen Tetranychidae. Inga underarter finns listade i Catalogue of Life.